# فریدریش ویلهلم چهارم
فریدریش ویلهلم چهارم(به آلمانی: Friedrich Wilhelm IV) (زادهٔ ۱۵ اکتبر ۱۷۹۵ – مرگ ۲ ژانویه ۱۸۶۱) پادشاه پروس از ۱۸۴۰ میلادی و بزرگترین پسر فریدریش ویلهلم سوم بود. او از ۱۸۴۰ تا ۱۸۵۷ بر ایالت نوشاتل فرمانروایی کرد.همچنین از ۱۸۴۸ تا ۱۸۴۹ امپراتور آلمان بود.

## زندگی
فریدریش ویلهلم چهارم در برلین به دنیا آمد. او از جوانی در ۱۸۱۴ در جنگ‌های آزادی پروس با ناپلئون بناپارت همراهی کرده بود.
او به طراحی و نقاشی می‌پرداخت و پشتیبان هنرمندان بود، کسانی چون کارل فریدریش شینکل و فلیکس مندلسون. خود او از پیروان مکتب رمانتیسم به شمارمیرفت.
در جریان انقلاب ۱۸۴۸ او نخست ارتشش را به دفع انقلابیون گسیل داشت، ولی سپس پشیمان‌شد، سپاهیانش را پس‌نشاند و خود بر فراز انقلاب قرار گرفت. وی در اندیشهٔ اتحاد آلمان در سایهٔ دولتی لیبرال بود. وی مجلسی ملی گردآورد و فرمان اجرای مشروطه در پروس را داد؛ ولی باز نیروهایش را به برلین فرستاد و در همان‌سال مجلس را منحل نمود. پس از آن پارلمان فرانکفورت به عنوان نخستین مجلس مبتنی بر انتخابات آزاد در آلمان برپا گردید. در ۱۸۴۹ این پارلمان تاج پادشاهی آلمان را به ویلهلم فریدریش چهارم واگذار کرد ولی او نپذیرفت. او سپس اتحاد ارفورت را پایه ریخت که دربرگیرندهٔ ایالت‌های آلمانی به جز اتریش بود که البته پایدار هم نماند. زیرا که زیر فشار اتریش در ۱۸۵۰ و طی کنفرانس اولموتس این ایده کنار گذارده شد.
او سپس در پروس بنیاد یک پادشاهی پارلمانی با دو مجلس اعیان و منتخبان مردم را پایه‌ریخت.
در ۱۸۵۷ فریدریش ویلهلم دچار سکته شد که سبب فلج او گردید. از ۱۸۵۸ تا زمان مرگش برادر او ویلهلم یکم نیابت سلطنت را بر عهده داشت.